# Blok (speelgoed)

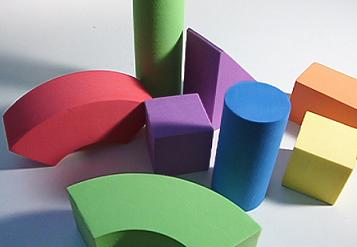
Blokken

Een blok is een stuk speelgoed gemaakt van hout of kunststof van een eenvoudige driedimensionale vorm. Meestal wordt door kinderen gespeeld met een hele collectie blokken. Met deze blokken kunnen dan eenvoudige bouwwerken gemaakt worden (kinderspel).

## Omschrijving

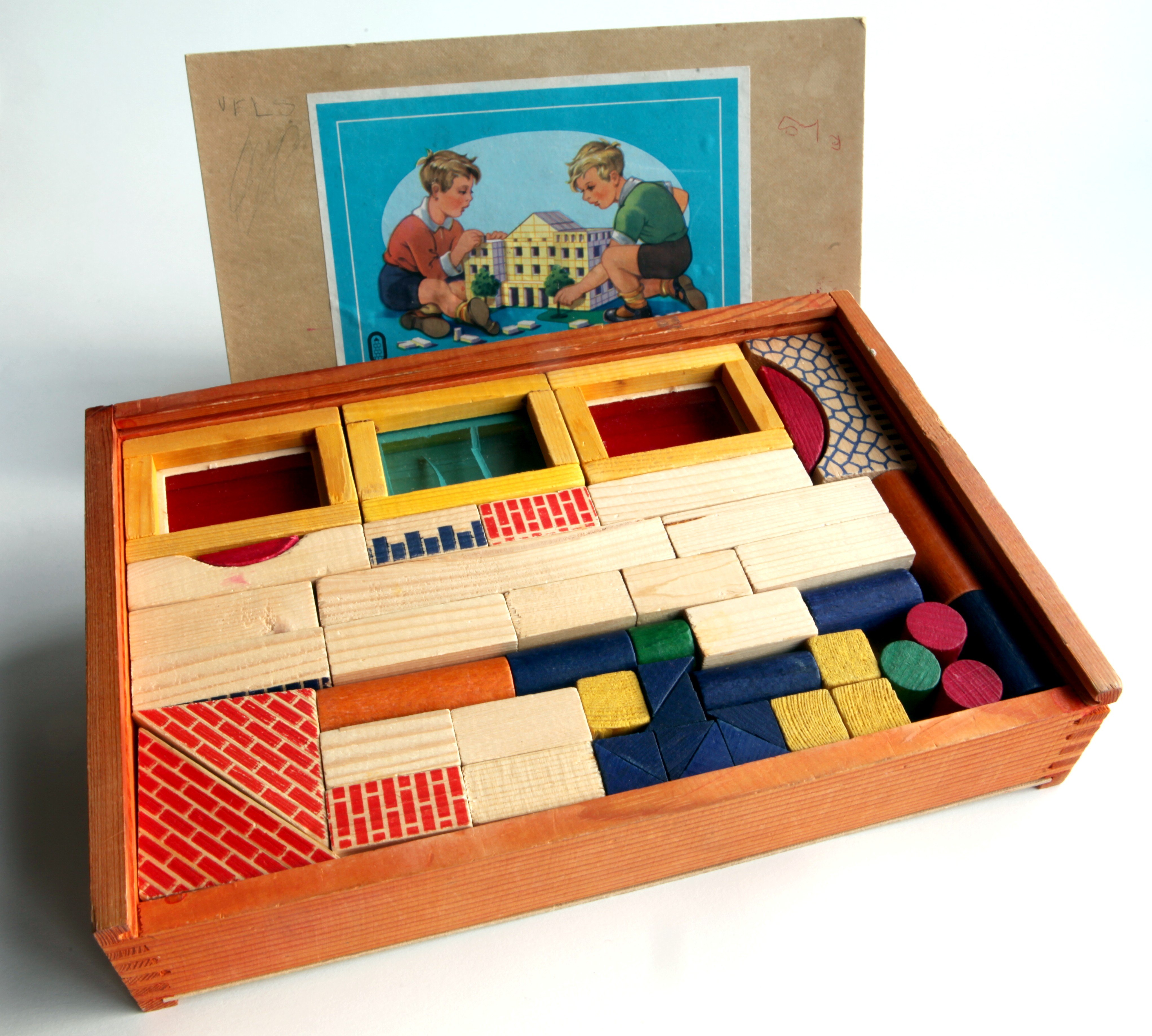
Klassieke blokkendoos

Typische vormen voor blokken zijn een kubus, een balk, een prisma of een cilinder. Van oudsher hebben de blokken geen opdruk, maar zijn ze effengekleurd of zelfs van onbewerkt hout. Soms echter is op de blokken een figuur of patroon getekend of staan er bijvoorbeeld letters en/of cijfers op.
Een blokkendoos, een verzameling van bij elkaar passende blokken in een nette doos, is een klassiek cadeau voor kinderen. Een variant is de blokkendoos met blokken in verschillende vormen, die door openingen in de deksel passen. Door bij elk driedimensionaal blokje de juiste tweedimensionale opening te zoeken, kunnen alle blokjes in de doos worden gestopt.
Meer geavanceerde blokjes, die op elkaar vast kunnen worden gedrukt, werden onder meer geïntroduceerd door LEGO.

## Educatieve doeleinden
Met blokken kunnen kinderen leren vormen en kleuren te onderscheiden en kunnen ze hun fijne motoriek en constructievaardigheden oefenen. De motoriek en spierontwikkeling in hand en arm worden verbeterd en versterkt door het spelen met blokken. Ook ontwikkelt de hand-oog-coördinatie zich. De hersenen worden getraind om diverse vormen, formaten en kleuren te leren onderscheiden. Sociaal gezien is het spelen met blokken belangrijk omdat dit een van de eerste manieren is om samen met andere kinderen op een constructieve wijze te werken. De creativiteit van een kind wordt ontwikkeld doordat het met de blokken vormen en constructies kan bouwen.

## Geschiedenis

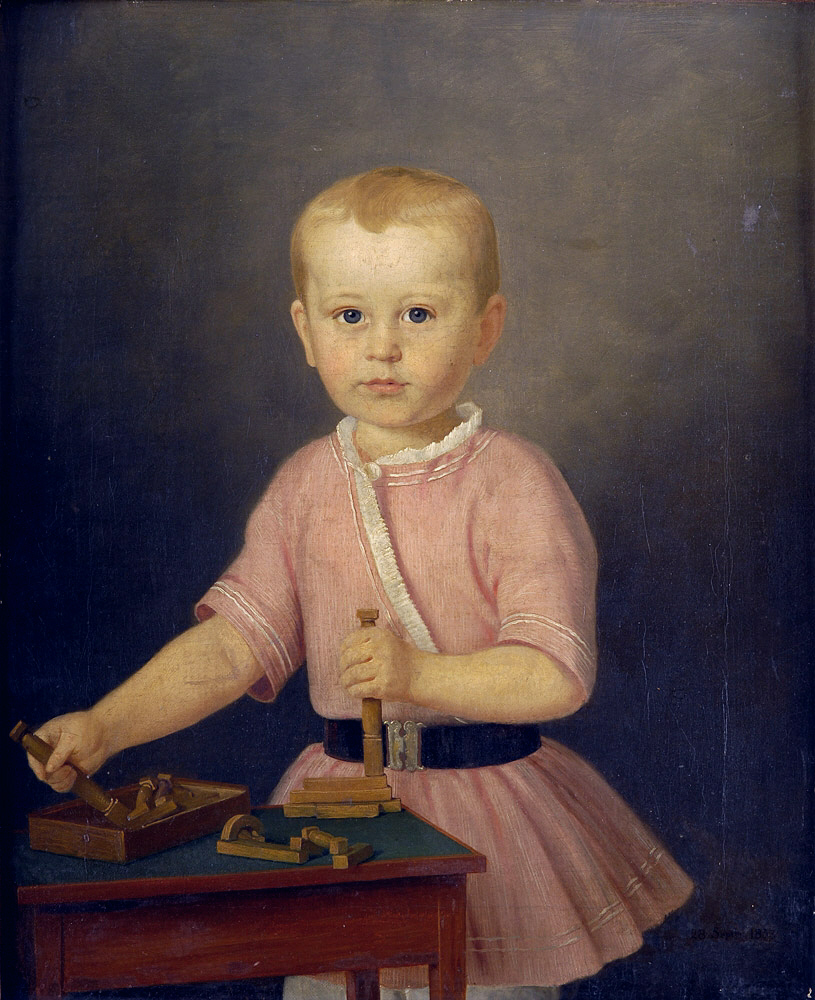
Kind met blokken (1853)

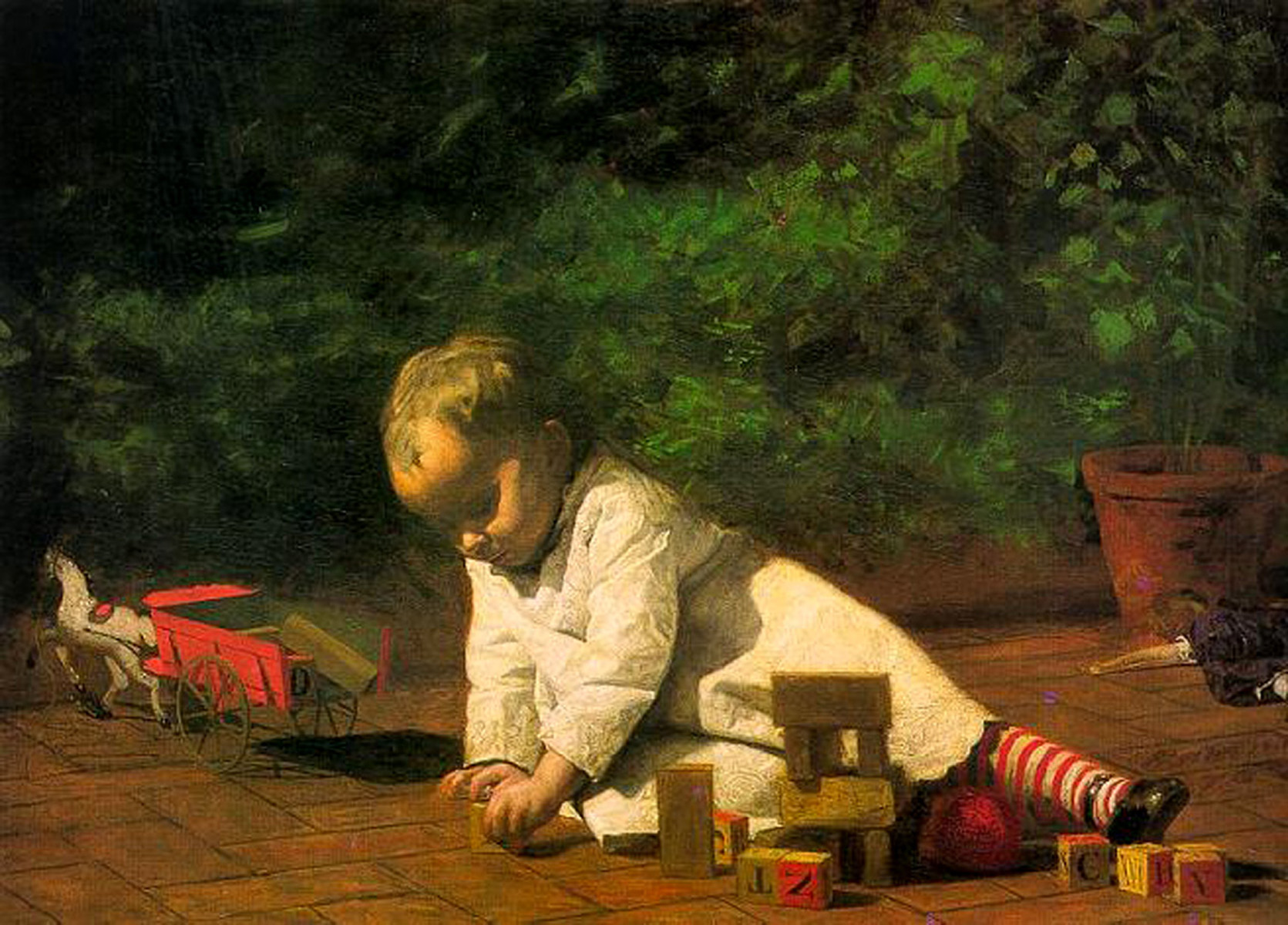
Baby at Play van Thomas Eakins, 1876

1693: Een van de eerste verwijzingen naar blokken met letters van het alfabet er op werd gemaakt door de Engelse filosoof John Locke. In 1693 schreef hij "dice and playthings, with letters on them to teach children the alphabet by playing" ertoe zouden leiden dat leren een prettiger ervaring zou zijn
1798: Witold Rybczynski documenteerde dat de vroegste vermelding van bouwblokken voor kinderen kan worden gevonden in het boek Practical Education  uit 1798 geschreven door Maria en R.L. Edgeworth. De blokken werden in het boek beschreven als "rational toys," blokken die bedoeld waren om de kinderen over zwaartekracht en natuurkunde te leren. En ook was het de bedoeling dat men er inzicht door kreeg in ruimtelijke verhoudingen zodat helder werd hoe uit verschillende delen een geheel ontstond.
1820: De eerste maal dat er op grote schaal blokken werden geproduceerd was in het gebied van Brooklyn in Williamsburg door de fabrikant S.L. Hill, die op zijn ontwerp van houten blokken met betrekking tot versiering en kleuraanbrenging in lagen zelfs patent aanvroeg
1850: In het midden van de negentiende eeuw schreef Henry Cole onder het pseudoniem Felix Summerly een serie kinderboeken. Een hiervan, A book of stories from The Home Treasury werd vergezeld van een doos terracotta speelgoedblokken en een handleiding geheten "Architectural Pastime.".
Rond 1900: Henriëtte Kriebel, directrice van een bewaarschool in Rotterdam, ontwierp een blokkendoos met tien blokjes van verschillende vormen voor gebruik in de fröbelschool. Een exemplaar bevindt zich in de collectie van het Museum Rotterdam.
2003: De National Toy Hall of Fame in het Strong Museum in de Verenigde Staten van Amerika, voegde officieel de alfabetblokken toe aan hun collectie en gaven deze de titel van "one of America's toys of national significance".